# Stirling-Range-Nationalpark
Der Stirling-Range-Nationalpark (englisch Stirling Range National Park) ist ein 1.159 Quadratkilometer großer Park im Südwesten von Western Australia, Australien.

## Lage
Der Park liegt etwa 90 Kilometer nördlich von Albany und 340 km südöstlich von Perth. Hier erheben sich zwei Gebirgszüge aus der großen südlichen Agrarebene Westaustraliens: die kleinere, weiter südlich gelegene Porongurup Range mit dem gleichnamigen Nationalpark und die deutlich größeren Stirling Range im Norden, die Höhen von mehr als 1.000 Meter erreicht. Auf einer Länge von 65 Kilometer erstreckt sich der schroffe Gebirgszug in Ost-West-Richtung. Mit 1095 m ist der Bluff Knoll die höchste Erhebung im Park und damit auch im Süden von Westaustralien. Er ist einer der wenigen Ort in Westaustralien, an denen manchmal Schnee fällt.

## Geologie
Die Felsen dieses Gebiets entstanden durch Sand- und Lehmablagerungen in einem Flussdelta. Über Jahrmillionen wurden diese Schichten dicker und schwerer, so dass zusammen mit den Kräften in der Erdkruste das gesamte Gebiet abgesunken ist. Damit konnten sich an der Oberfläche wiederum weitere Sedimente ablagern, und die Schicht nahm weiter an Mächtigkeit zu. Man nimmt an, dass die Sedimente im Laufe dieses Prozesses eine Gesamtdicke von 1,6 Kilometer erreicht haben. Durch den hohen Druck und die Temperatur in den tieferliegenden Schichten wurde das Wasser ausgepresst und verfestigte sich zu Sandstein und Schiefer.
Später hob sich diese Formation im Laufe von Millionen Jahren wieder. Dadurch wurden die Felsen Verwitterung und Erosion ausgesetzt. Durch diesen ständigen Einfluss von Wind, Wasser und Schwerkraft wurde zusammen mit chemischer Umwandlung die heutige Form der Stirling Range geschaffen.

## Geschichte
Die Stämme der Aborigines der Mineng, Nyoongar und Goreng lebten ursprünglich in der Stirling Range und deren Umgebung. Bluff Knoll wurde von ihnen Bular Mial (zu dt. viele Augen) oder Bala Mial (zu dt. seine Augen) genannt, da die Felsformationen an die Augen der Ahnengeister erinnert.
Der Gebirgszug wurde als erstes von Matthew Flinders 1802 beschrieben. 1831 erwähnt der Arzt Alexander Collie die Bezeichnung der Aborigines, Koi Kyeunu-ruff, in seinen Aufzeichnungen. Seinen Namen erhielt die Stirling Range, als General John Septimus Roe mit Gouverneur Sir James Stirling 1835 nach Perth reiste und some remarkable and elevated peaks (zu dt. einige bemerkenswerte und erhabene Gipfel) erblickte. Roe nannte sie die Stirling Range. Schon 1913 wurde das Gebiet zum Nationalpark erklärt.

## Flora
Der Stirling-Range-Nationalpark gehört zu weltweit wichtigsten Gebieten für die Vielfalt an Pflanzenarten. Mehr als 1.500 Pflanzenarten sind im Nationalpark heimisch, das ist mehr als zum Beispiel auf den Britischen Inseln vorkommen. 87 Pflanzenarten davon sind endemisch, darunter die beiden Darwinia-Arten Wittwer’s Mountain Bell (Darwinia wittwerorum), diese Art gilt als „Endangered“ = „stark gefährdet“, und Success Bell oder Red Mountain Bell (Darwinia nubigena), diese Art gilt als „Vulnerable“ = „gefährdet“. Auch 123 verschiedene Orchideen-Arten sind im Nationalpark heimisch, 38 Prozent aller in Westaustralien bekannten Orchideen. Wegen der Höhenlage und der Nähe zur Küste unterscheidet sich das Klima des Gebirgszugs von dem seiner Umgebung. Dies ist der Hauptgrund für die Vielfalt von Wildpflanzen.